# Playgirl (1966)
Playgirl ist ein deutsches Schwarzweiß-Filmdrama des Regisseurs Will Tremper aus dem Jahr 1966 mit Eva Renzi, Harald Leipnitz und Paul Hubschmid in den Hauptrollen. Für den Journalisten und Drehbuchautoren Will Tremper war es seine vierte Regiearbeit.

## Handlung
Alexandra Borowski ist ein attraktives Model und eine Frau, die versucht, Männer für sich zu gewinnen, wenn diese ihre Karriere voranbringen und sie in ihrer Freizeit unterhalten können. Im aufstrebenden Berlin der Wirtschaftswunderzeit will sie mit dem erfolgreichen Bauunternehmer Joachim Steigenwald, den sie von einem Aufenthalt in Rom kennt, erneut eine Affäre beginnen. Steigenwald schickt allerdings seinen Büroleiter Siegbert Lahner vor, um sie abzuwimmeln. Lahner verliebt sich in Alexandra, was dazu führt, dass die junge Frau zwischen beiden Männern hin- und hergerissen ist. Nachdem Steigenwald überraschend zu einer Geschäftsreise nach Zürich fliegen muss, arbeitet Alexandra mit einem Fotografen zusammen, bei dem sie allerdings auch nicht lange bleibt. Lahner wäre schließlich so weit, seine Verlobte zu verlassen, um Alexandra zu heiraten, doch Steigenwald rät ihm wegen ihrer Unstetigkeit davon ab. Zum Schluss gesteht Alexandra den Männern, dass sie eigentlich gar nicht weiß, wen sie wirklich liebt und dass sie ganz oft nur eine Rolle gespielt habe.

## Hintergrund
Die Dreharbeiten, die im Westteil der Stadt Berlin stattfanden, dauerten vom 10. Juli bis zum 16. November 1965. Produktionsfirma war die Will Tremper Filmproduktion GmbH in Berlin. Der Film wurde am 23. Juni 1966 im Berliner Gloria-Palast uraufgeführt.
Arbeitstitel des Filmes waren Berlin ist eine Liebe wert; Berlin ist eine Sünde wert sowie Schlaraffia an der Spree. Am 13. April 2006 erschien der Film bei e-m-s in der Reihe Filmpalast „Kinohits von gestern“ auf DVD. Auf DVD wird der Film auch unter dem Titel Playgirl – Berlin ist eine Sünde wert angeboten. Am 5. Dezember 2014 wurde die DVD auf dem Label Darling Berlin neu aufgelegt.

## Kritik
„Der Film ‚Playgirl‘ […] ist […] neben Alexander Kluges ‚Abschied von gestern‘ das Beste, was der junge deutsche Film bisher hervorgebracht hat.“

„Dieser oberflächliche Streifen wirkt eher wie eine illustrierte Bravo-Love-Story, freilich weniger freizügig als heutzutage. So ist dies nicht ein Sittengemälde der damaligen Zeit, sondern schlicht ein banales Unterhaltungsfilmchen, das vordergründig an Bettgeschichten interessiert ist.“

„Vorgebliche Gesellschaftskritik in gewollt unkonventioneller Machart, die den geistigen Leerlauf auch durch spekulative Einzelszenen nicht verdecken kann. In dieser Hinsicht überflüssig und abzulehnen.“